# LDK Solar
LDK Solar Co. Ltd. mit Hauptsitz in der Provinz Jiangxi in China war ein Hersteller von Photovoltaikprodukten und zeitweilig der weltweit größte Hersteller von Wafern.
Seit 2007 war LDK Solar an der New Yorker Börse gelistet. Im April 2016 ordnete ein Gericht der Cayman Islands die Liquidation des Unternehmens an.

## Geschichte
LDK Solar Co. Ltd. wurde 2005 von Xiaofeng Peng (* 1975) gegründet. Bei der Gründung investierte Peng 30 Mio. USD seines eigenen Vermögens in das Unternehmen. LDK war das erste chinesische Unternehmen, das Wafer herstellte.
Im Jahr 2010 hatte das Unternehmen das größte Kapazitätswachstum in der weltweiten Solarbranche (um 1,3 GW).
Im März 2011 übernahm LDK Solar 70 % des US-Unternehmens Solar Power, Inc. und erlangte damit direkten Zugang zum US-Markt.
Am 31. Dezember 2011 legte LDK Solar ein Übernahmeangebot für das deutsche Unternehmen Sunways vor. Im Januar 2013 hielt LDK rund 71 % der Anteile an Sunways. Am 7. Mai 2013 wurde das vorläufige Insolvenzverfahren über Sunways eröffnet.
Auch mehrere andere chinesische und ausländische Tochterunternehmen von LDK mussten in den Jahren 2013 bis 2015 Insolvenz anmelden. Im April 2016 wurde die Liquidation des Mutterunternehmens LDK Solar Co. Ltd. angeordnet.

## Produkte
LDK deckte über Tochtergesellschaften alle Schritte der Wertschöpfungskette in der Photovoltaik mit eigener Fertigung ab:
- Ingots & Wafer (Jiangxi LDK Hi-Tech): Mit 3 GW jährlicher Kapazität war LDK im Jahr 2010 der weltweit größte Hersteller von Wafern im Bereich der Photovoltaik mit einem Marktanteil von rund 20 %.[12] Im Jahr 2016 lag der Anteil am Weltmarkt bei weniger als 5 %.
- Module: Seit Anfang 2010 fertigte LDK eigene Photovoltaikmodule und vertrieb diese hauptsächlich in Europa und den USA. Die Fertigungskapazität betrug 2,5 GW.
- Silizium (Jiangxi LDK PV Silicon): Eine eigene Siliziumfertigung wurde 2009 am Standort Xinyu fertiggestellt. Im Jahr 2016 wurde die Kapazität mit 10.000 t/Jahr beziffert.
- Zellen (LDK Solar Hi-Tech): Im August 2010 begann das Unternehmen eigene Solarzellen herzustellen. Die Fertigungskapazität wurde bis Ende 2011 auf 1,26 GW ausgebaut. Im Jahr 2016 lag die Produktionskapazität des Unternehmens für Solarzellen noch bei ca. 300 MW.